# 100일 뒤에 죽는 악어
100일 뒤에 죽는 악어(100日後に死ぬワニ, 100 Nichi Go ni Shinu Wani)는 기쿠치 유우키가 글을 쓰고 그림을 그린 일본의 웹 만화 시리즈이다. 악어가 죽기 전 마지막 100일을 그린 이 시리즈는 2019년 12월부터 2020년 3월까지 트위터에 자체 출판되었다. 2020년 4월 쇼가쿠칸에서 단행본 단권이 출판되었다. TIA가 제작한 애니메이션 영화 각색판 100일을 산 악어(100日間生きたワニ)는 2021년 5월 개봉 예정이었으나 코로나19 범유행으로 인해 2021년 7월로 개봉이 연기됐다.

## 평가
이 만화는 가도카와의 다빈치 매거진이 선정한 2020년 "올해의 책" 목록에서 28위를 차지했다.